# Ступинка
Ступинка — деревня в Жуковском районе Калужской области, в составе сельского поселения «Деревня Верховье».
Ступа — прозвищное имя

## География
Расположена на севере Калужской области. Рядом — Жуков.

## Климат
Умеренно-континентальный с выраженными сезонами года: умеренно жаркое и влажное лето, умеренно холодная зима с устойчивым снежным покровом. Средняя температура июля +18 °C, января −9 °C. Теплый период длится в среднем около 220 дней.

## Население
| 2002 | 2010 |
| ---- | ---- |
| 8    | ↗31  |

## История
В 1782 году сельцо Ступино Евграфа Игнатьевича и Михаила Ивановича Поливановых, по обе стороны речки Язвенки. 